# Комплемент
Системата на комплемента или само комплемент допълва антителата и спомага фагоцитиращите клетки за изчистване на патогените от организма. Това е част от имунната система, наречена вродена имунна система, тоест тя не е адаптивна и не се променя в течение на живота на индивида. Въпреки това, комплементът може да бъде „задействан“, приведен в действие от адаптивната имунната система. Комплементът е главния ефектор на хуморалния дял на имунната система.)
Системата на комплемента се състои от редица малки протеини, намиращи се в кръвта, обикновено са синтезирани от черния дроб и обикновено циркулират като неактивни прекурсори (про-протеини). Когато бъде задействана от един от няколкото пускови механизма, протеази в системата разцепват (отделят малка част) специфични протеини, като по този начин ги активират и инициират дълга каскада от допълнително разцепване на протеини. Крайният резултат на тази активирана каскада е масивно усилване на отговора и активирането на комплекс, атакуващ клетъчната мембрана membrane attack complex (MAC), който убива клетките. Над 25 протеина и протеинови фрагменти съставляват системата на комплемента, в това число серумни протеини, серозни протеини и рецептори на клетъчната мембрана. Те представляват около 5% от глобулиноновата фракция на кръвния серум.
Съществуват три биохимични пътя за активиране на системата на комплемента: класически път на комплемента, алтернативен път и лецитинов път.

## Функция на комплемента
1. Лизис на клетки (еукариотни), бактерии и вируси
2. Опсонизация – повишаване на фагоцитозата на антигени
3. Хемотаксис – привличане на макрофаги и неутрофили
4. Разчистване от имунни комплекси и транспорта им до черен дроб и далак

## Основен механизъм
Протеините и гликопротеините, които влизат в състава на системата на комплемента се синтезирт от чернодробните хепатоцити. Но значителни количества се произвеждат и от тъканни макрофаги, кръвни моноцити и епителните клетки на урогенителните пътища и стомашно-чревния тракт.
Трите пътя на активиране водят до общ ключов етап на активиране на протеазата C3-конвертаза. Класическият път обикновено изисква антиген-антитяло комплекси за активиране (специфичен имунен отговор), докато алтернативния път и манозния път може да активира хидролизата на C3, без наличието на антитела (неспецифичен имунен отговор). Във всичките три пътя, C3-конвертазата разцепва и активира компонент C3, създавайки C3a и C3b и предизвиква каскада от по-нататъшно разцепване и събития. C3b се свързва с повърхността на патогени, което води до по-голяма интернализация от фагоцитиращи клетки – опсонизация. С5а е важен протеин хемокин, помагащ в привличането на клетки участващи в процеса на възпаление. С3a е предшественик на важен цитокин, наречен ASP и обикновено бързо бива разцепен от карбоксипептидаза B. Както C3a и С5а имат анафилакситоксична активност, пряко задейства дегранулация на мастоцитите, както и повишаване на съдовия пермеабилитет и контракция на гладката мускулатура. C5b инициира пътя на мембрана атака, която води до образуване на комплекса за мембрана атака (MAC), състоящ се от C5b, C6, C7, C8 и полимерни C9. MAC е цитолитичен ендопродукт на каскадата на комплемента; образува трансмембранен канал, което води до осмотичен лизис на целевата клетка. Купферовите клетки и други видове макрофаги помагат за разчистването на покритите с компоненти на комплемента патогени. Като част от вродената имунна система, елементи на каскадата на комплемента могат да бъдат намерени във видове по-низши от гръбначни животни, скоро установени в първиноустни – раци, което предполага произхода на системата още по-назад, отколкото се смяташе дотогава.